# AEI E (EU06)

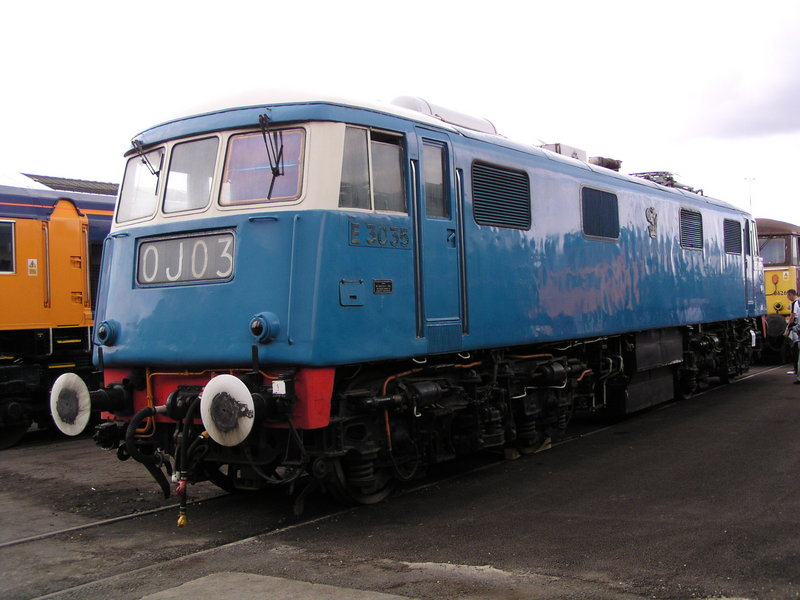
Brytyjska lokomotywa serii 83 – pierwowzór EU06

EU06 – seria 20 normalnotorowych uniwersalnych lokomotyw elektrycznych wyprodukowanych dla Polskich Kolei Państwowych w roku 1962 przez firmę English Electric w zakładach Vulcan Foundry w Newton-le-Willows w hrabstwie Lancashire w Anglii.

## Historia

### Tło historyczne
W latach 50. rozpoczęto w Polsce akcję elektryfikowania kolei. Polski przemysł nie był w stanie zbudować potrzebnej ilości taboru i z tego powodu podjęto decyzję o sprowadzeniu elektrowozów z zagranicy. Najpierw kupiono lokomotywy EU04 z NRD, które mimo dużej awaryjności umożliwiły rozwój trakcji elektrycznej w Polsce. Kolejnym typem był przeznaczony do pociągów ekspresowych EU05 z Czechosłowacji, jednakże nadal poszukiwano producenta lokomotyw, które poprowadziłyby pociągi pospieszne i lekkie towarowe. Wybór padł na brytyjską firmę English Electric posiadającą doświadczenie w produkcji tego typu pojazdów.

### Przyjęcie na stan i służba
Na wiosnę 1962 roku pierwsza lokomotywa nowego typu została przyjęta na stan lokomotywowni w Krakowie Prokocimiu.
Do końca 1962 sprowadzono 19 elektrowozów, natomiast ostatni dopiero w 1965 (związane to było z koniecznością przekonstruowania wirnika). Wraz z dostarczonymi lokomotywami zakupiono licencję, na podstawie której podjęto w Polsce produkcję lokomotyw EU07.

### Seria obecnie
Z dniem 10 grudnia 2009 zostały przywrócone do ruchu i przekazane do Śląsko-Dąbrowskiego Zakładu Spółki PKP Cargo – Sekcja Czechowice-Dziedzice. W czasie kryzysu przewozów (rok 2009) lokomotywy przebywały w zapasie długotrwałym w macierzystej lokomotywowni Kraków Prokocim. W drugiej połowie grudnia 2010 roku 7 skreślonych pojazdów (numer: 02, 04, 05, 08, 11, 14, 16) zostało fizycznie zezłomowanych w macierzystej lokomotywowni w Krakowie Prokocimiu. 14.12.2011r. w ruchu pozostawało jeszcze 7 sztuk elektrowozów EU06 (numer: 01, 07, 10, 12, 17, 18 i 20). Z dniem 19.10.2011 r. wszystkie 7 sztuk zostało przekazanych do Południowego Zakładu Spółki PKP Cargo –– Sekcja Nowy Sącz. Rok 2012 to zmierzch ich eksploatacji. W marcu wyruszył ostatni pociąg planowy na trasie Żylina – Katowice – Żylina z lokomotywą EU06 na czele. W sierpniu 2012 roku EU06-17 na krótko trafiła do PKP Intercity, gdzie prowadziła pociągi pasażerskie do Zakopanego i Krynicy. EU06-07 i EU06-10 prowadziły także pociągi Kolei Mazowieckich w zastępstwie za EU07. Koleje Śląskie dzierżawiły przez krótki okres lokomotywę serii EU06 między innymi do prowadzenia pociągów przyśpieszonych i osobowych na trasie Wadowice-Bielsko Biała.

## Konstrukcja
Lokomotywy te zaprojektowano do prowadzenia pociągów osobowych, pospiesznych oraz towarowych, stąd ich uniwersalny charakter. EU06 posiadają kabiny na obu czołach lokomotywy oraz gniazda sterowania ukrotnionego, dzięki czemu można z pierwszej kabiny prowadzić kilka sprzęgniętych lokomotyw tego samego typu.
Konstrukcja lokomotywy bazuje na rozwiązaniach elektrowozu serii 83 British Rail z lat 1960–1962. Oprócz bezluzowego prowadzenia zestawów kołowych i całkowitego usprężynowania silników, zastosowano także samoczynny rozruch oporowy.